# 扎维京斯克
扎维京斯克 （俄语：Завити́нск）是俄罗斯阿穆尔州扎维京斯克区的一座城市，它也是扎维京斯克区的行政中心。人口10,743人（根據2017年人口普查）。扎维京斯克空军基地就位于这里。